# Boris Koestodiev

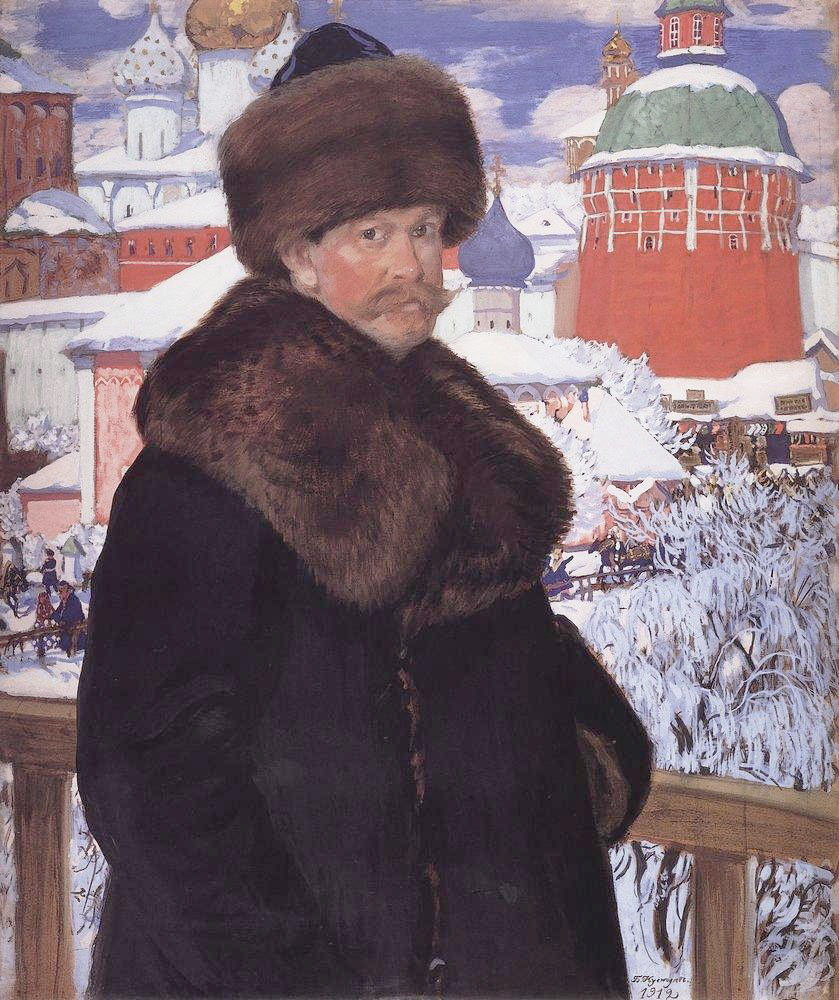
Zelfportret, 1912

Boris Michailovitsj Koestodiev (Russisch: Борис Михайлович Кустодиев) (Astrachan, 23 februari 1878 – Sint-Petersburg, 26 mei 1927) was een Russisch schilder, vooral van portretten en genrestukken.

## Leven en werk
Koestodiev was een leerling van Ilja Repin en Vasili Mate. Hij was lid van het artistiek genootschap Mir Iskoesstva (Wereld van de Kunst), naast onder meer Alexandre Benois, Léon Bakst, Igor Grabar, Valentin Serov, Koezma Petrov-Vodkin, Nikolaj Rjorich, Anna Ostroumova-Lebedeva en Zinaida Serebriakova. Koestodiev werkte volgens principes van de art nouveau, zonder te behoren tot een duidelijke school. Van zijn werk werd gezegd dat het doordrong tot de complexe ziel van de geportretteerde.
Koestodiev was ook etser en een bekend illustrator van literaire boeken, onder andere van Lermontov en Gogol (Dode Zielen)

## Galerij

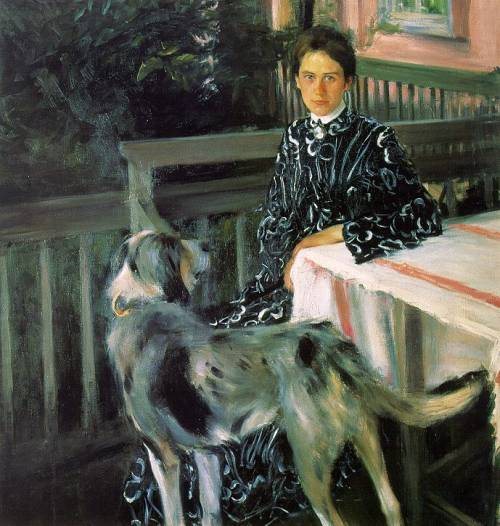
Julia Koestodieva, de echtgenote van de schilder (1903).
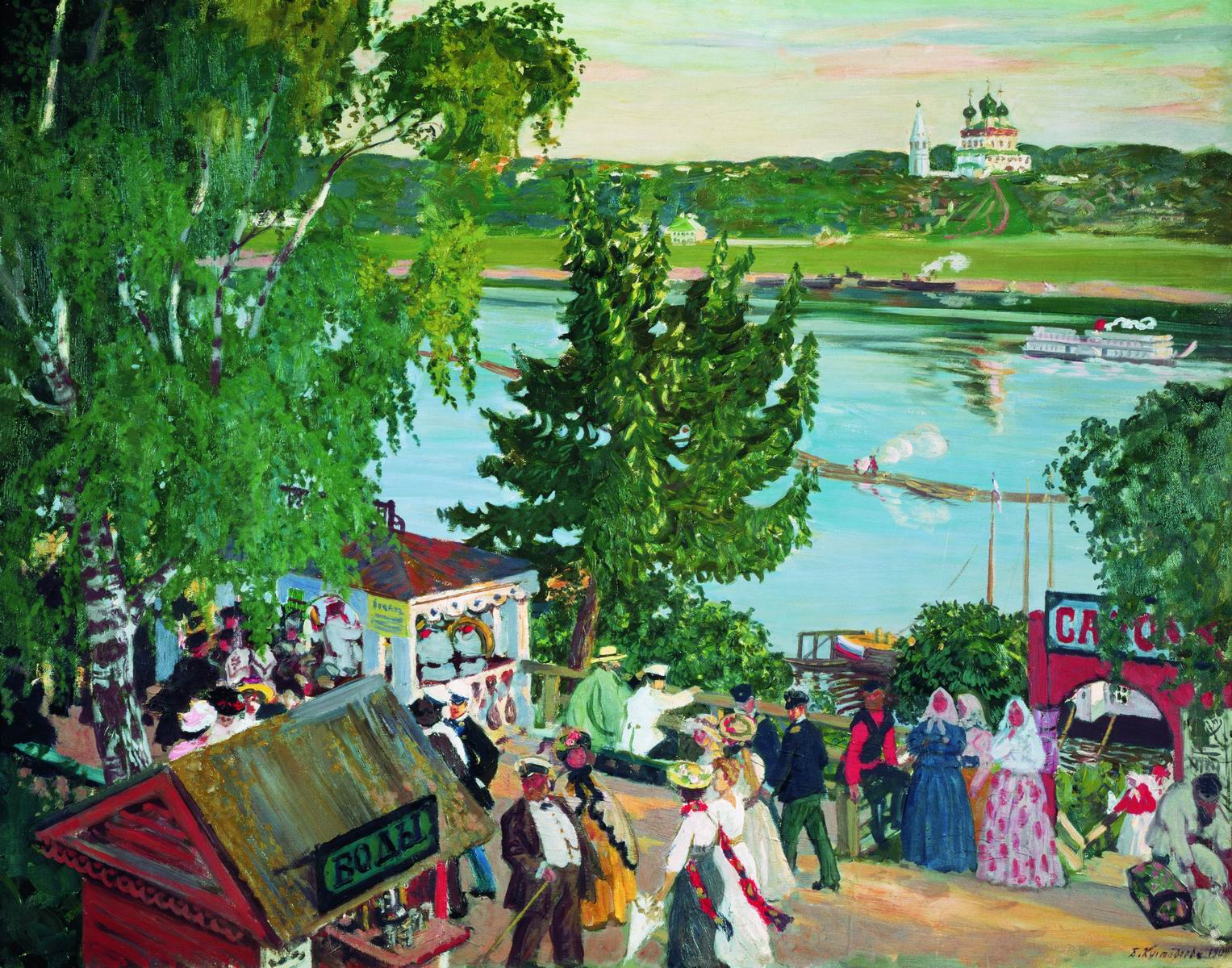
Wandeling langs de Wolga (1909).
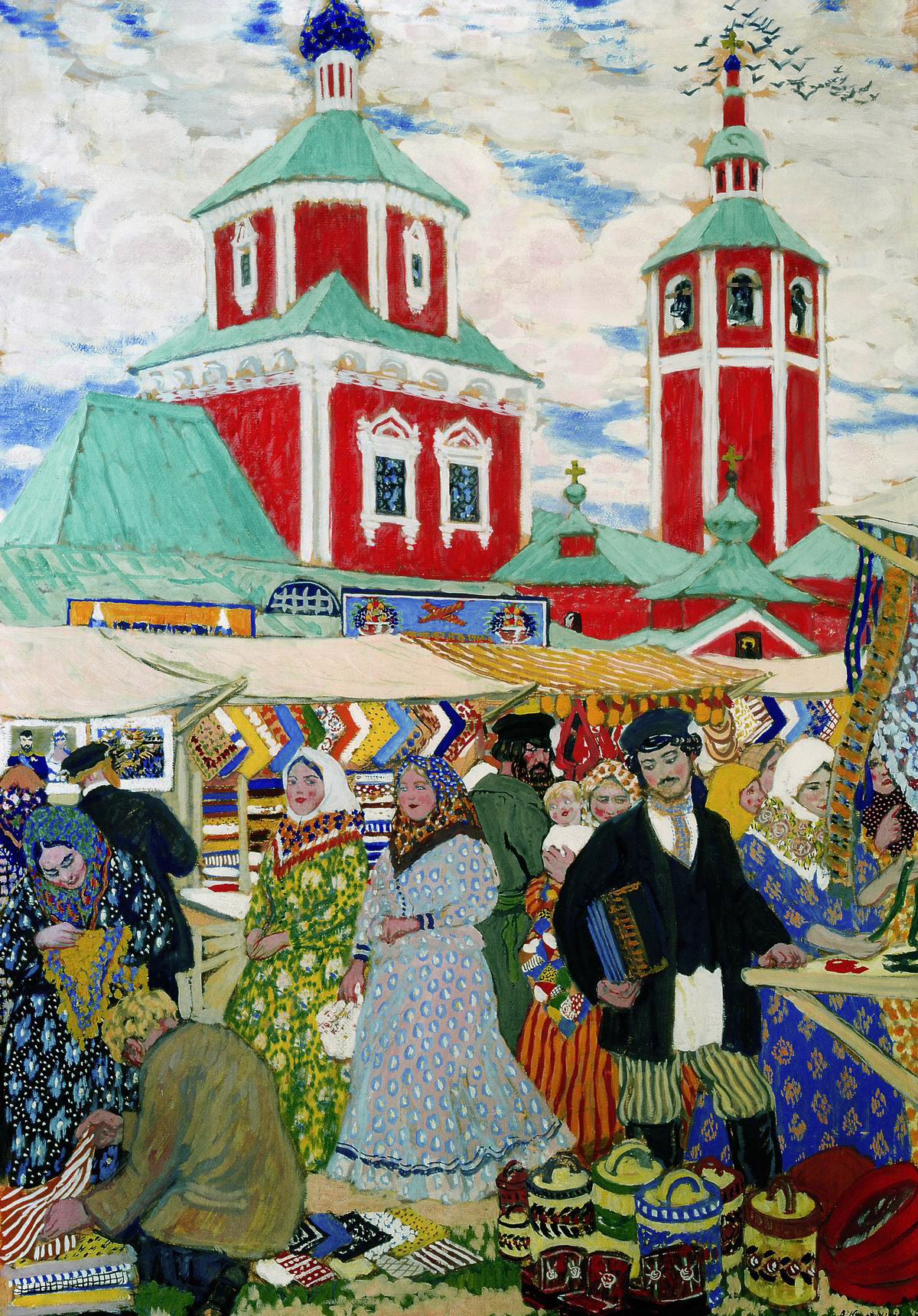
Kermis (1910).
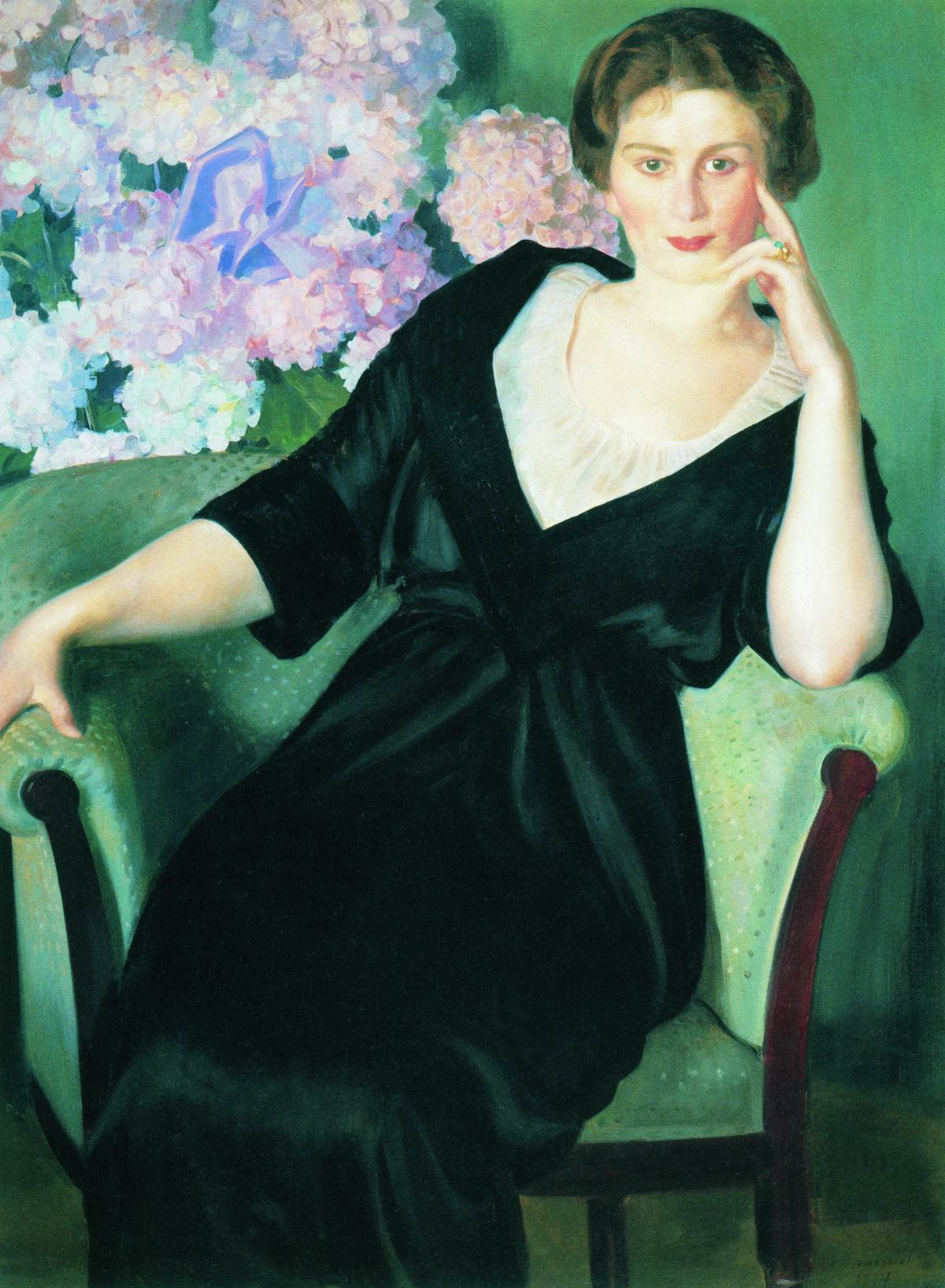
Renee Notgaft (1914).
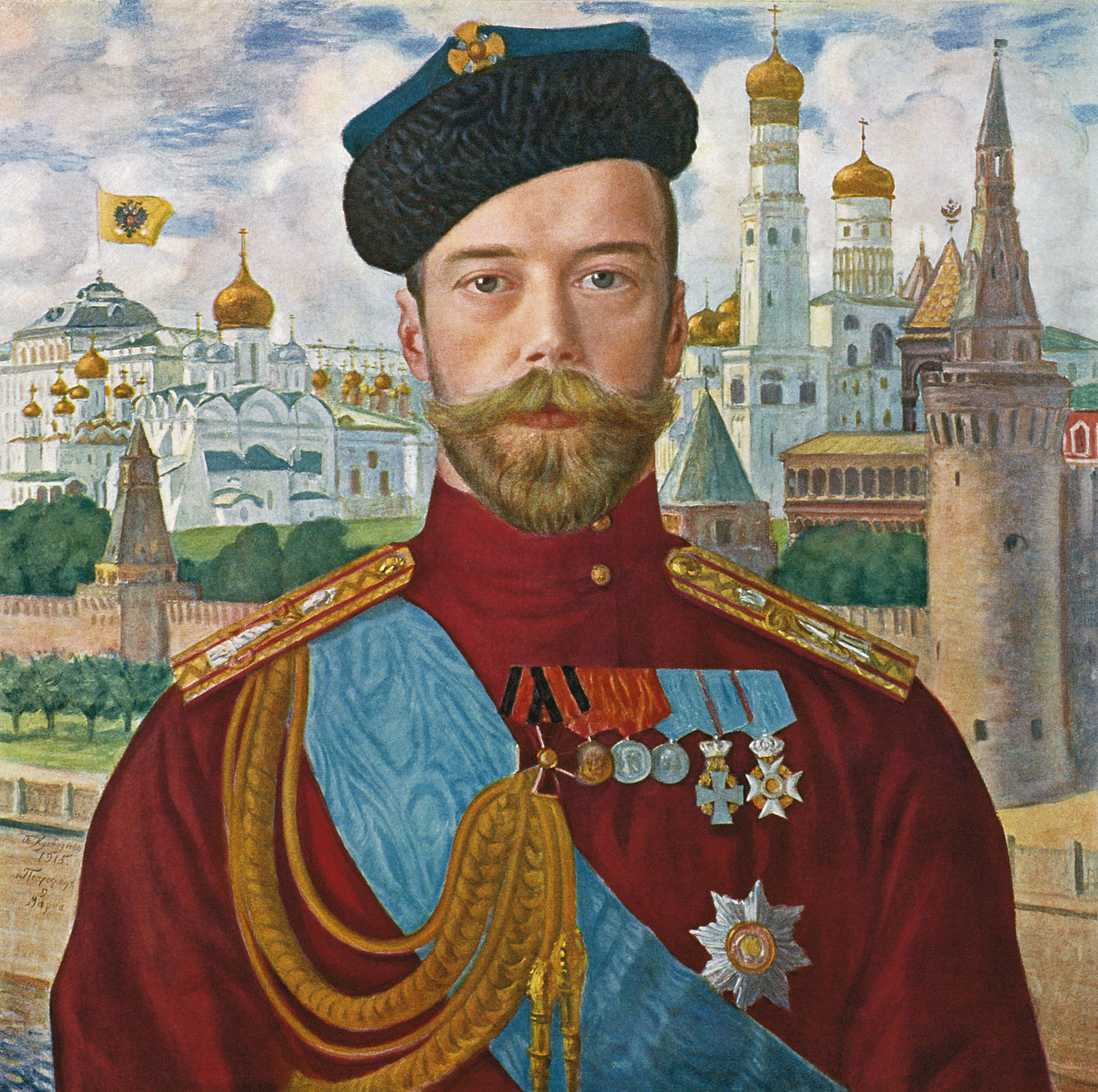
Tsaar Nicolaas II (1915)
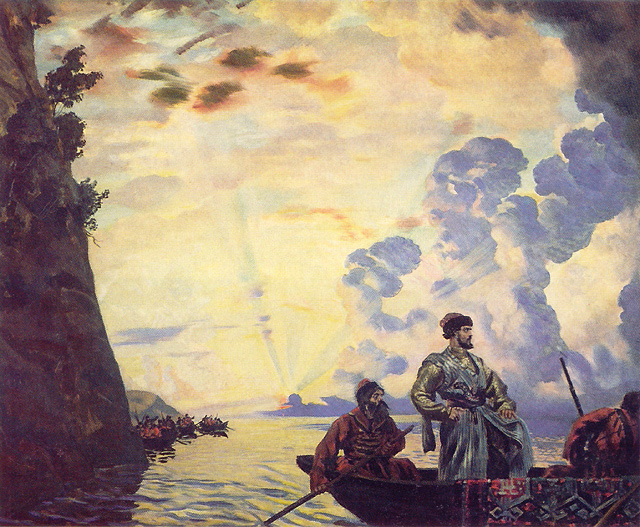
Stenka Razin (1918).
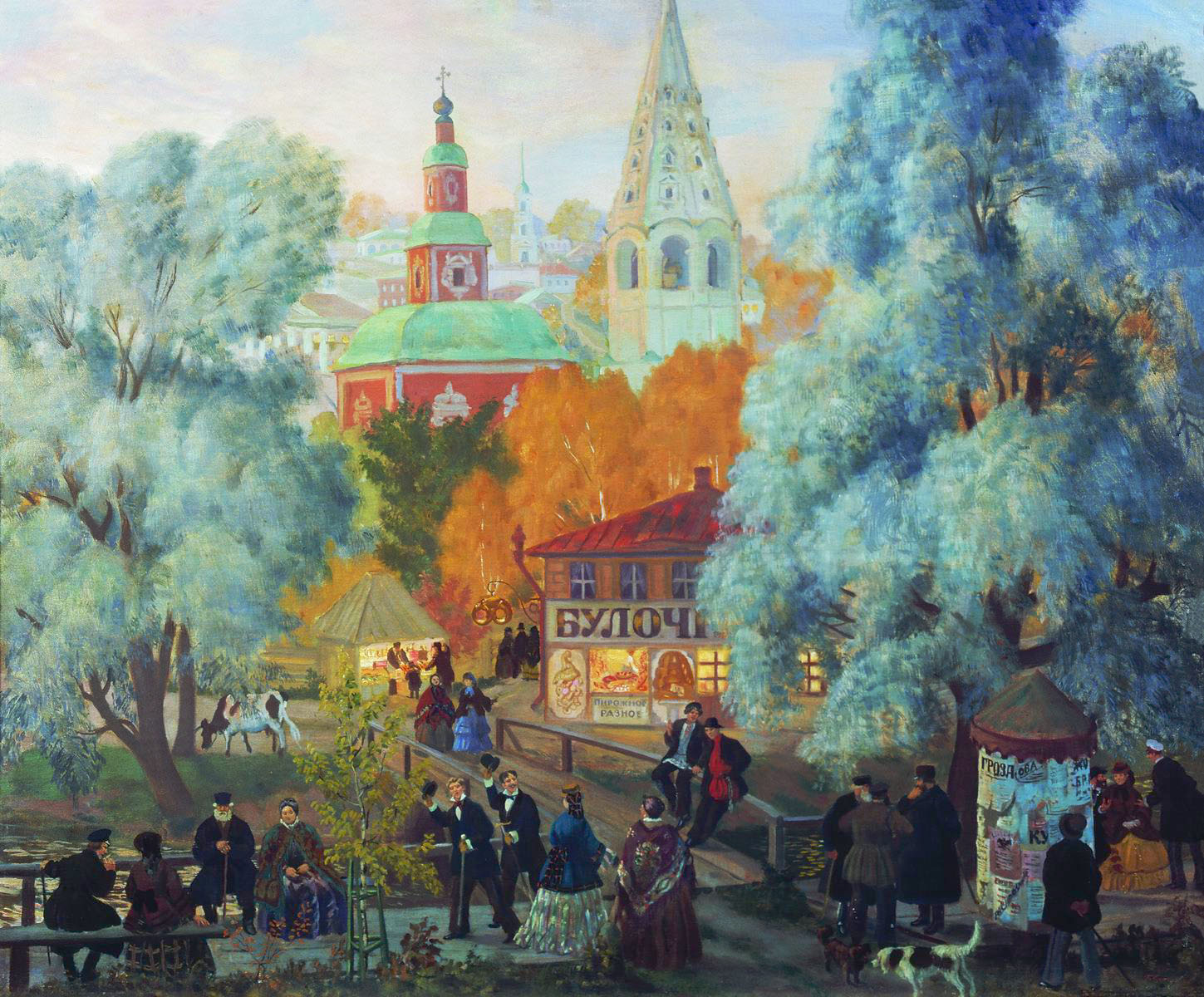
Landschap (1919)
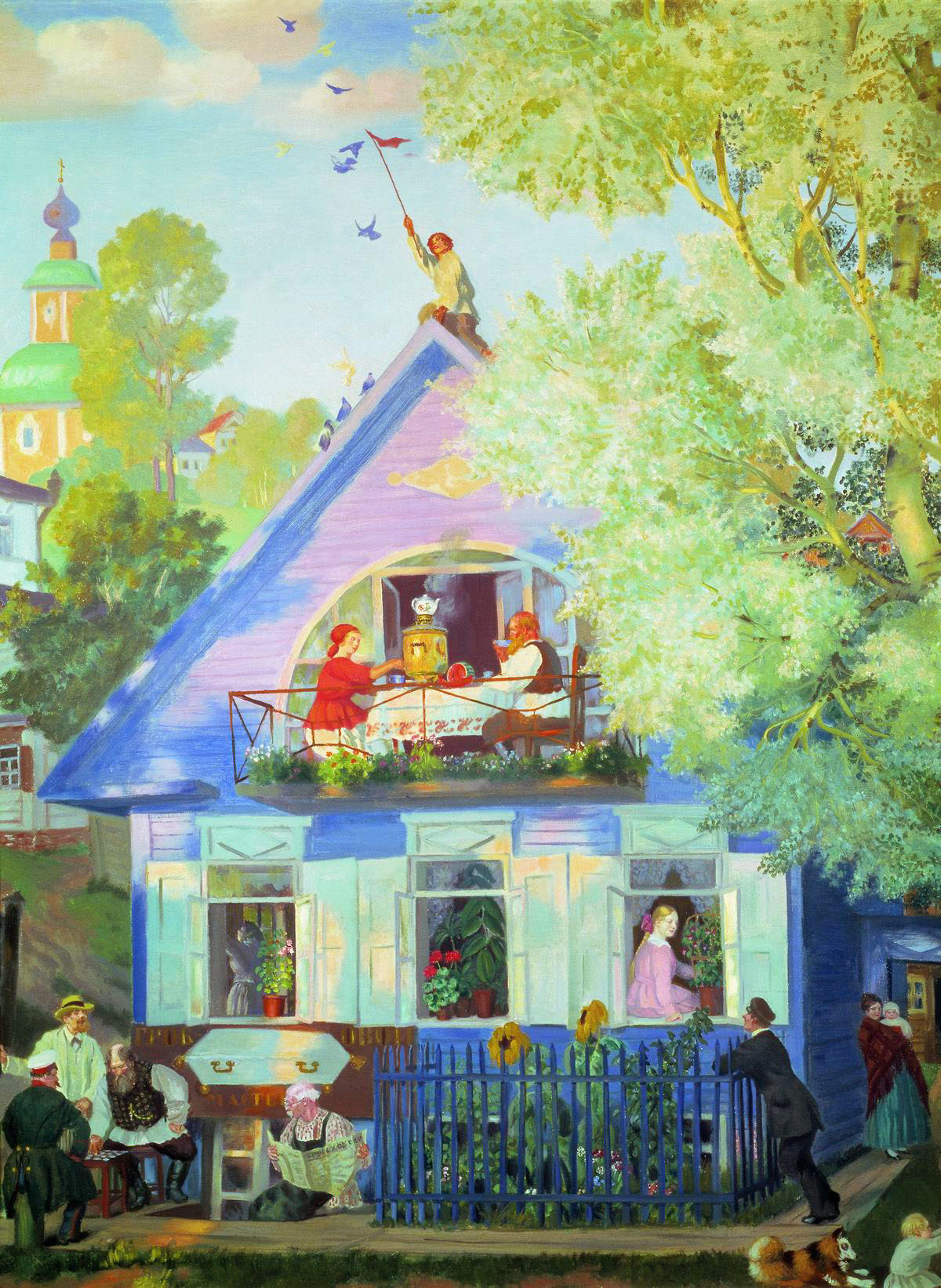
Blauw huis (1920)
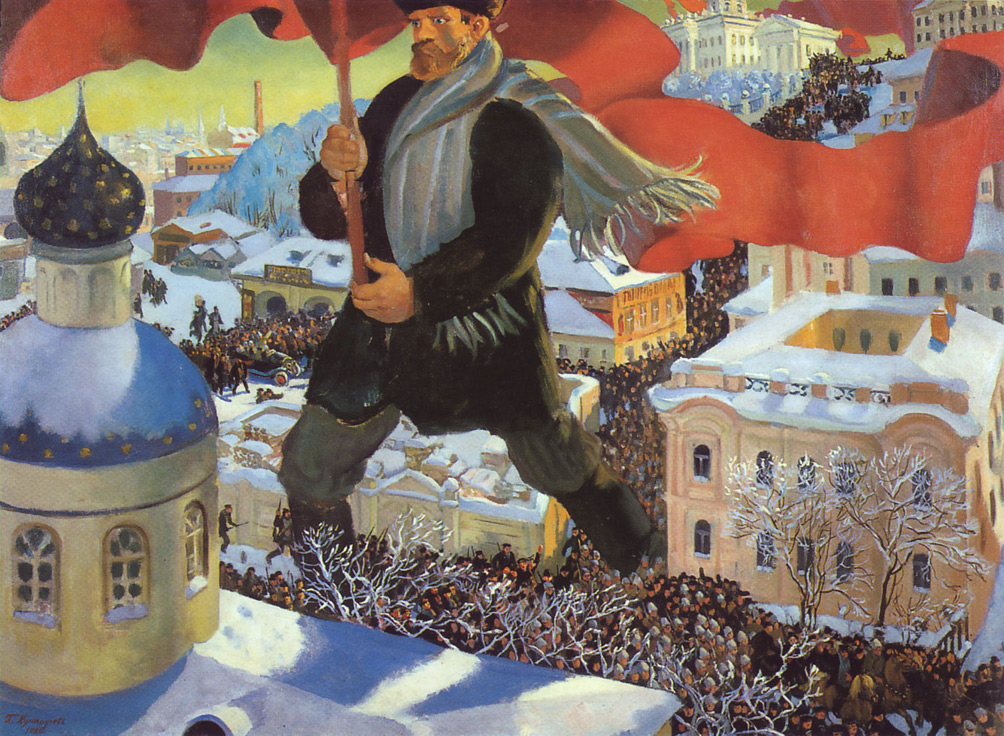
Bolsjewiek (1920).
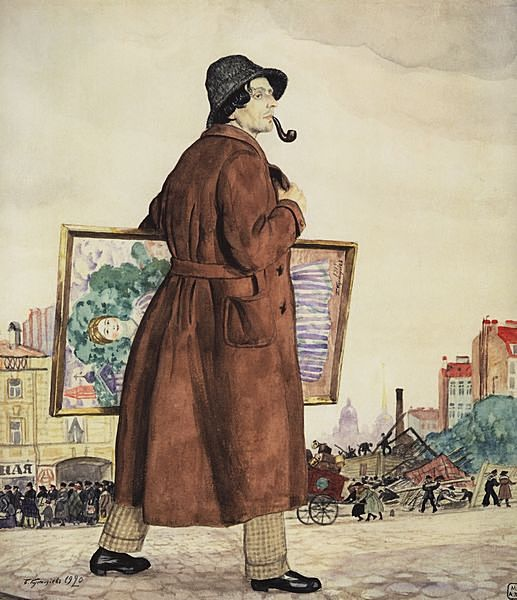
Isaak Brodski (1920).
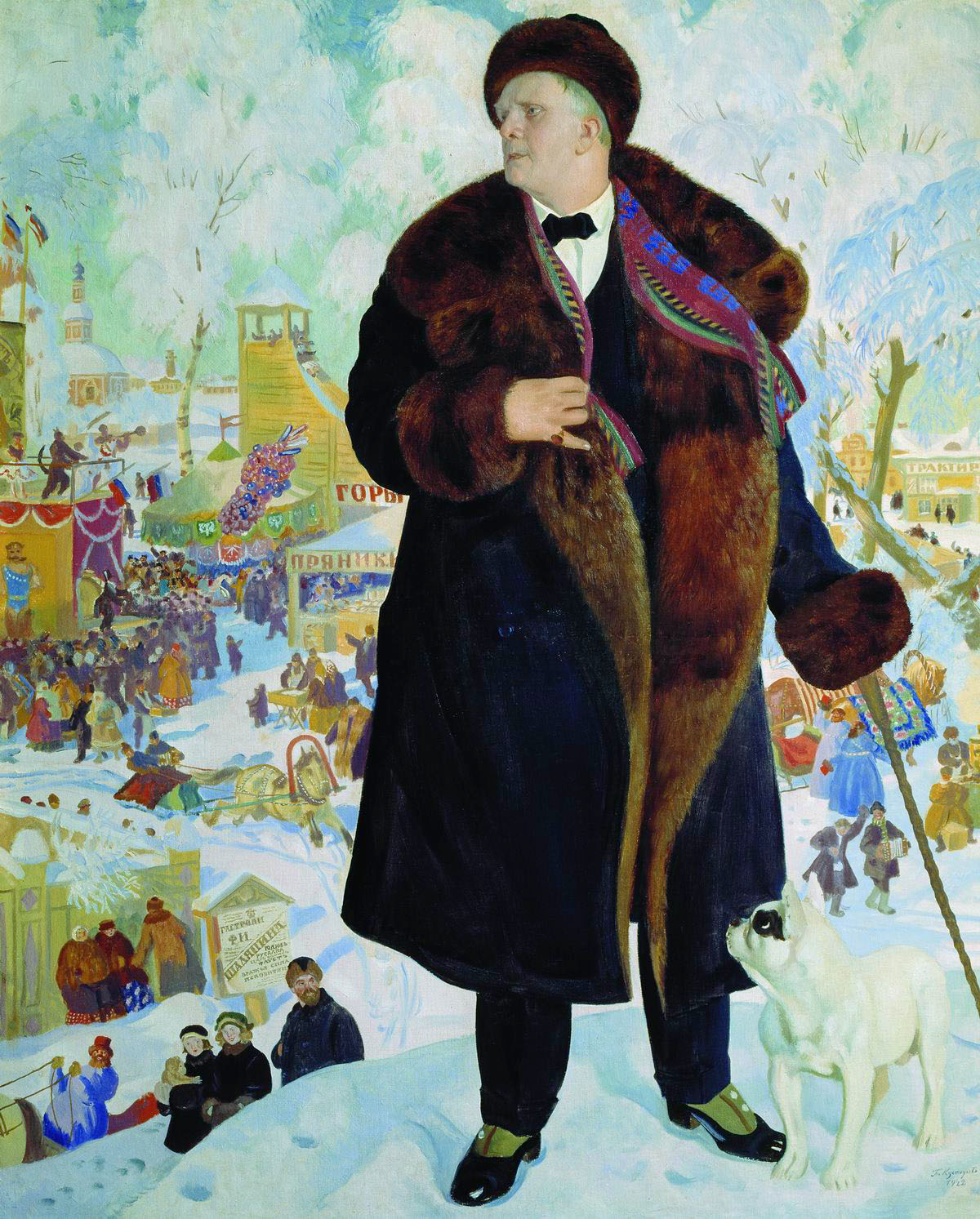
Sjaljapin (1921).
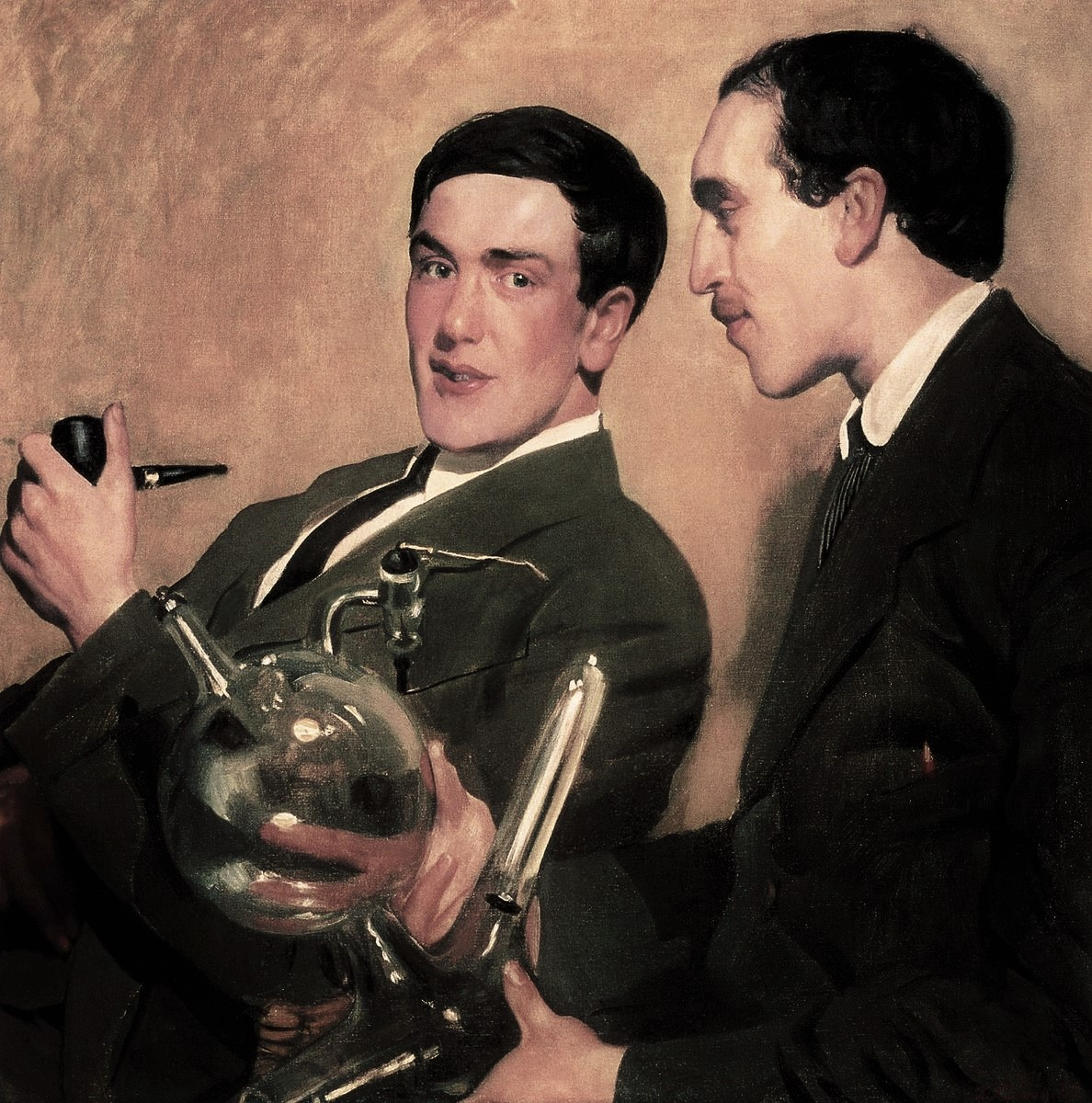
Kapitsa en Semjonov (1921).
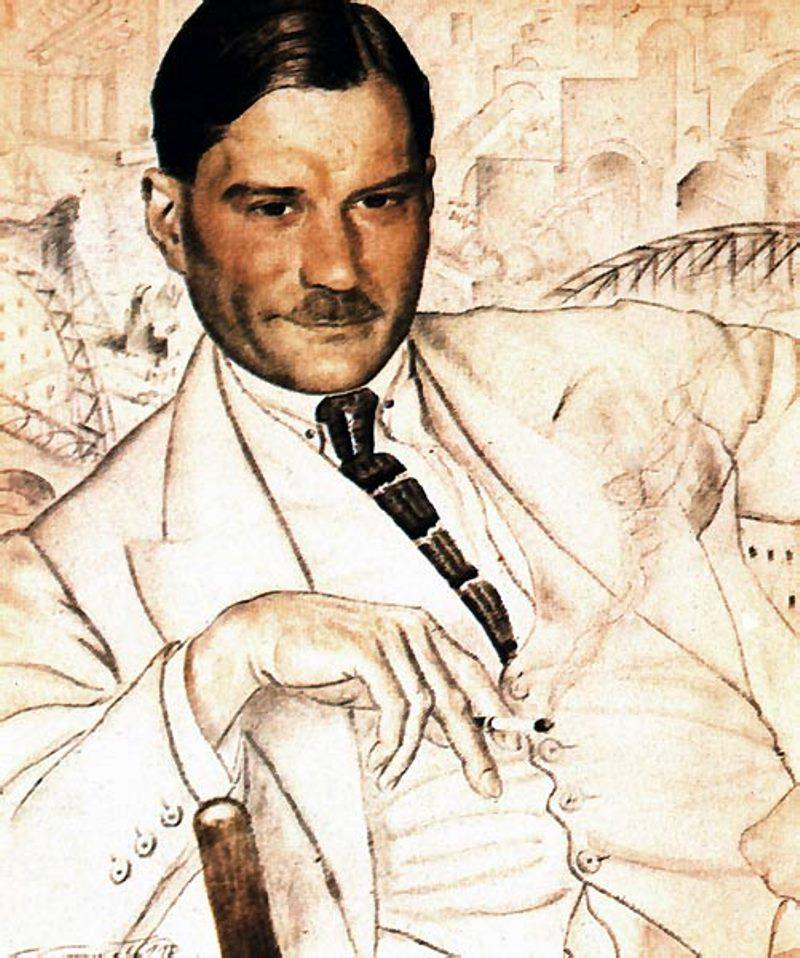
Jevgeni Zamjatin (1923).
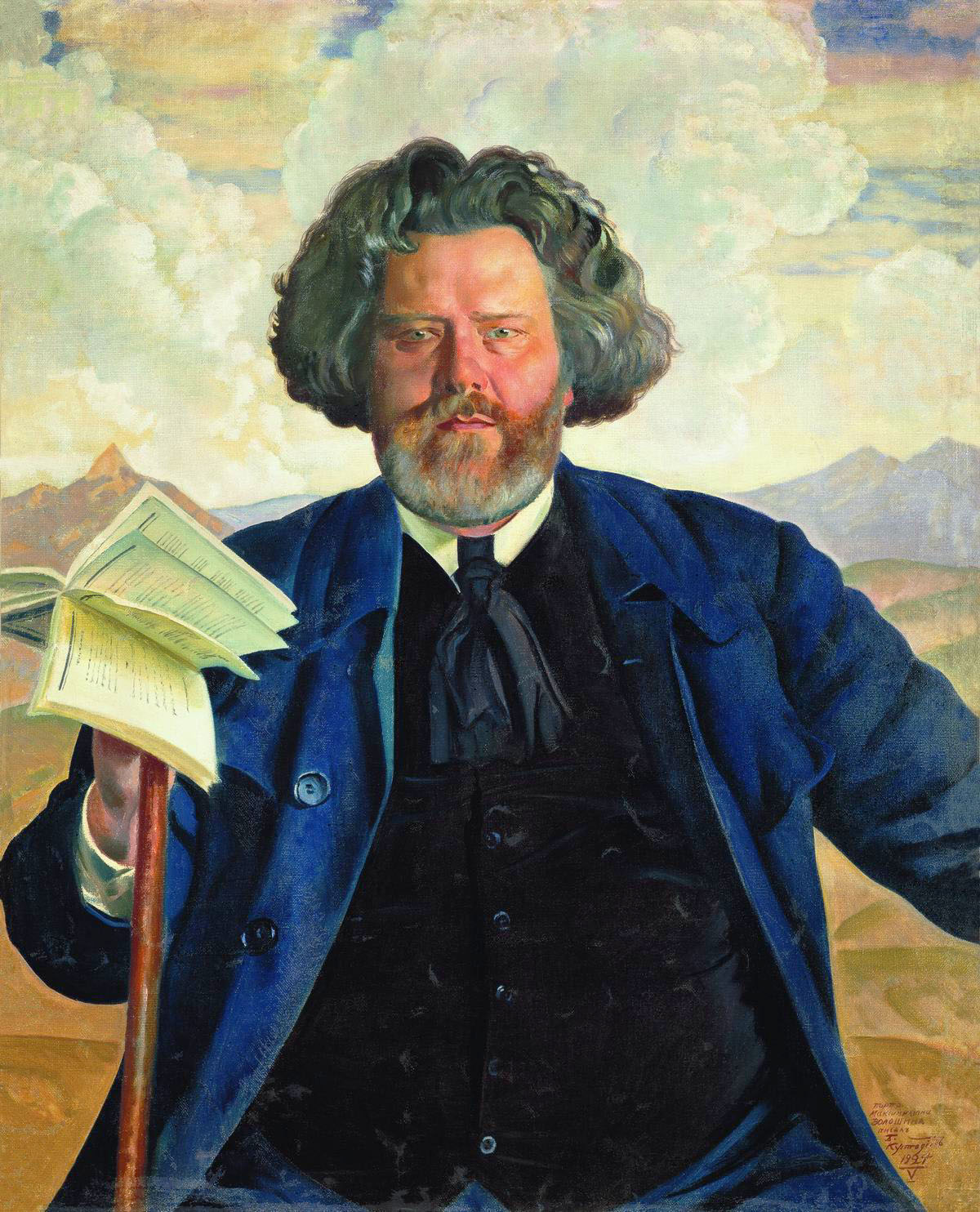
Maximilian Volosjin (1924).
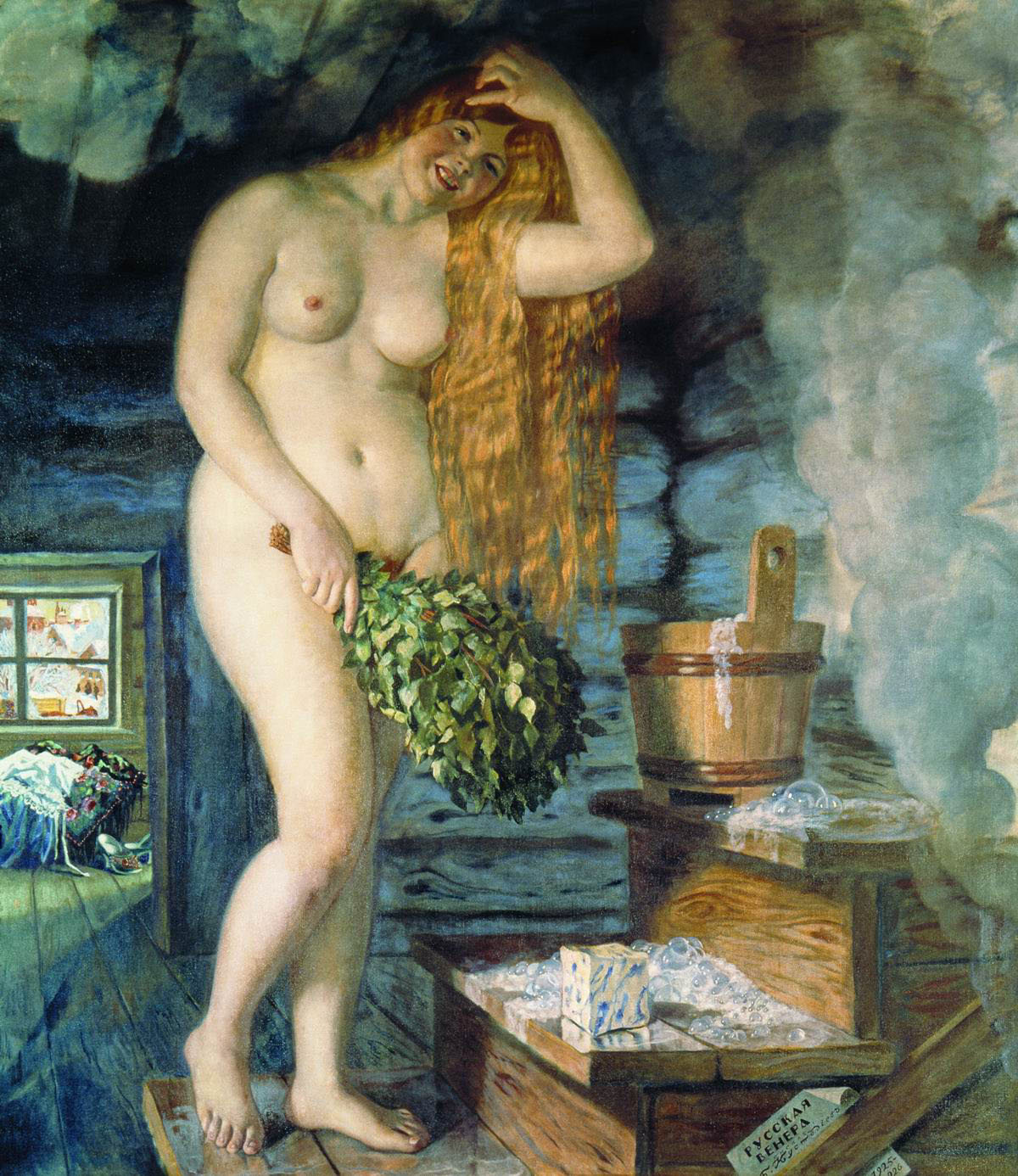
Russische Venus (1926).
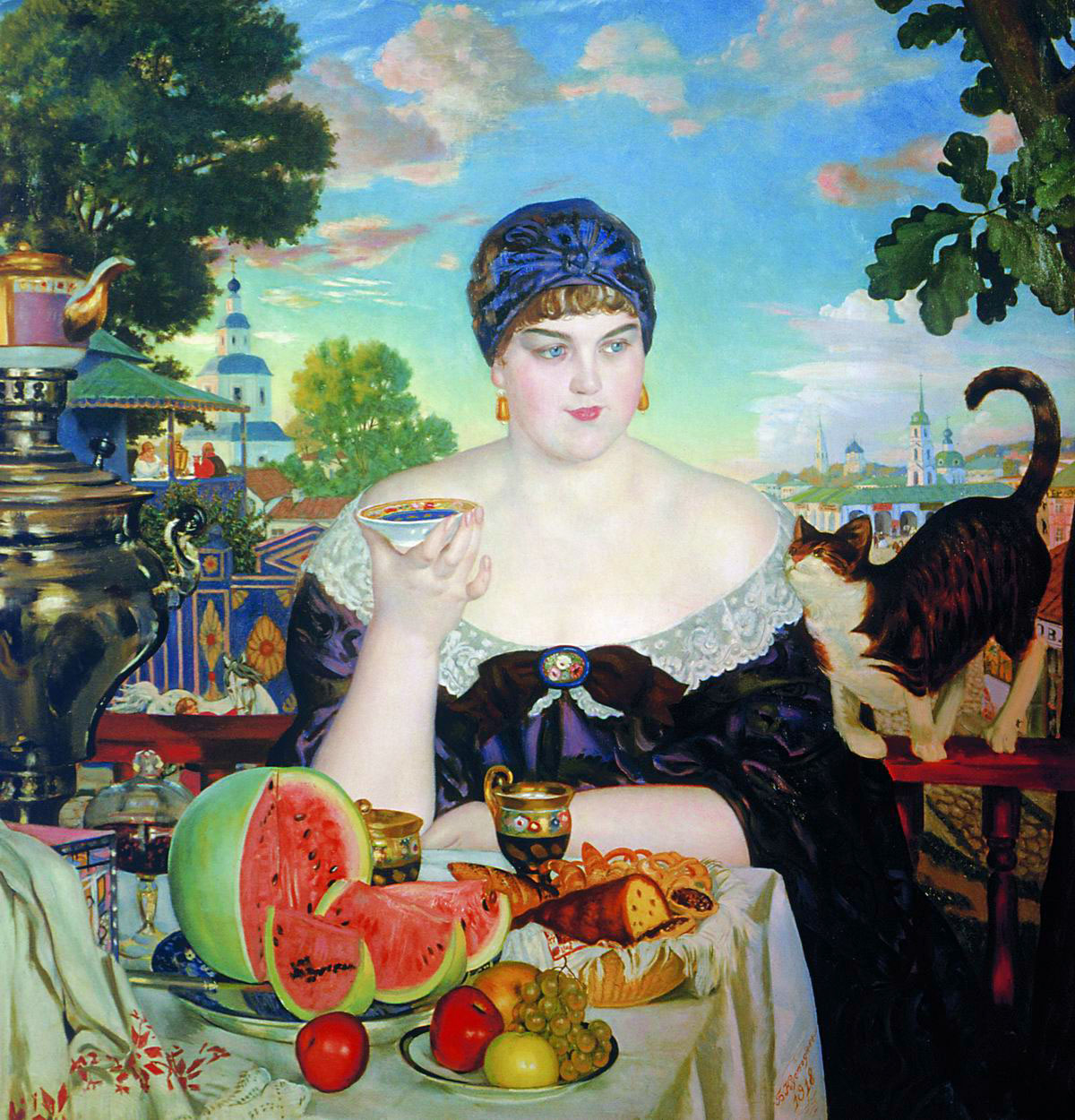
Koopmansvrouw (1918).